# Temenis creta
Temenis creta är en fjärilsart som beskrevs av Hall 1919. Temenis creta ingår i släktet Temenis och familjen praktfjärilar. Inga underarter finns listade i Catalogue of Life.